# الشحن العابر

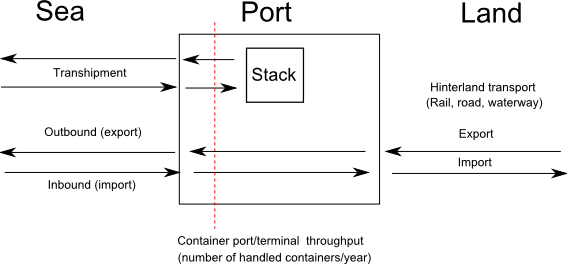

الشحن العابر أو إعادة الشحن هو شحن بحري من حمولة أو حاوية إلى جهة وسيطة، ثم إلى وجهة أخرى بعد ذلك.